# 古溪镇 (重庆市)
古溪镇，是中华人民共和国重庆市潼南区下辖的一个乡镇级行政单位。

## 行政区划
古溪镇下辖以下地区：
古溪镇社区、水磨村、三庵村、金竹村、双庙村、洗马村、伍家村、碾子村、禄沟村、普莲村、廖家村、九岭村、狮桥村、飞仙村、玉家村、龙滩村、华砣村、下石村、熊家村、宝山村、下炮村、千佛村和官家村。